# Richard Sterner
Richard Mauritz Edvard Sterner, född 9 april 1901 i Stockholm, död 16 januari 1978 i Stockholm, var en svensk statistiker och ämbetsman.

## Biografi
Sterner var son till en bankdirektör och tog studentexamen i Karlskrona 1920. Han studerade därefter vid Stockholms Högskola där han tog fil. kand.-examen 1925. Han tog senare fil. lic.-examen 1941 och disputerade för sin doktorsgrad 1944 (ej promoverad), allt vid Stockholms Högskola.
Sterners yrkeskarriär började som amanuens vid Socialstyrelsen 1926-34 och auktuarie vid Statistiska Centralbyrån 1934-37. Han var sedan verksam i ett antal utredningar och kommittéer innan övergick till Handelsdepartementet där han var statssekreterare 1945-52. Efter ännu en period av utredningsuppdrag uppehöll han tjänsten som generaldirektör för Försäkringsinspektionen 1952-67.
Sterner var också starkt engagerad i handikapprörelsen  och var ordförande i Statens handikappråd 1965-71, i Riksförbundet för utvecklingsstörda barn 1966-72 och i Handikappförbundets centralkommitté 1963-74.
Sterner var verksam i den dynamiska socialpolitiska och socialvetenskapliga miljö som utvecklades i Stockholm under 1920- och 1930-talen, en miljö präglad av såväl geografisk som kulturell närhet mellan administrativa, politiska och vetenskapliga verksamheter. Han var en av många politiska och ekonomiska experter som under mellankrigstiden i hög grad satte sin prägel på de följande årens ekonomiska och socialpolitiska utveckling i Sverige.
Sterner innehade som statssekreterare en central position vid såväl den ekonomiska efterkrigsplaneringen under andra världskrigets slutskede som under den politiskt dramatiska perioden direkt efter kriget då de starka spänningarna mellan socialdemokratin och näringslivets företrädare kom till uttryck i planhushållningsdebatten. Men han verkade också under den näringspolitiskt sett lugnare perioden efter valet 1948.
Som generaldirektör och chef för Försäkringsinspektionen 1952 möttes han av ett visst motstånd. Till skillnad från föregående chefer för ämbetsverket, rekryterade från försäkringsbranschen, hade hans meriter främst politisk karaktär. Dessutom var objekten för inspektionen i många fall försäkringsbolag i enskild ägo, och Sterner hade vid tillkomsten av Arbetarrörelsens efterkrigsprogram tillhört de politiskt radikala krafter som förespråkat ett långtgående förstatligande av banker och försäkringsbolag. Han kunde trots den inledande kritiken ändå kvarstanna som Försäkringsinspektionens generaldirektör i 15 år fram till sin pensionering 1967.